# 達霍馬 (佛羅里達州)
達霍馬（英語：Dahoma）是位於美國佛羅里達州拿騷縣的一個非建制地區。該地的面積和人口皆未知。

## 地理
達霍馬的座標為30°28′11″N 81°54′31″W / 30.46972°N 81.90861°W，而該地的平均海拔高度為21米（即69英尺）。